# Motore monofase
Il motore monofase è un tipo di motore elettrico che viene alimentato in corrente alternata monofase. Tali motori possono avere diverse forme costruttive e vengono usati per molte applicazioni diverse. Generalmente, data la caratteristica non autoavviante di questi motori, vengono utilizzati motori bifase, dove la seconda fase (o, meglio, "una seconda tensione, sfasata rispetto alla prima") viene ricavata tramite l'utilizzo di un condensatore.

## Tipologia
- Motore asincrono: è il tipo di motore monofase più utilizzato, data la sua economicità. È caratterizzato da un campo magnetico indotto che ruota ad una velocità detta di sincronismo; il rotore ruota invece in maniera non sincrona con il campo magnetico statorico (o meglio a quella velocità non fornirebbe alcuna coppia).
- Motore sincrono: è caratterizzato da un campo magnetico statorico e da un rotore che fornisce coppia solo a quella velocità.

## Collegamento
Questo motore viene collegato alla linea monofase in un unico modo a seconda del tipo:
- Serie singolo o parallelo singolo, sistema caratteristico dei motori monofase, dove è presente un unico avvolgimento che necessita un capo collegato alla fase e l'altro capo collegato al neutro.
- Parallelo di serie, sistema utilizzato sui motori bifase, dove si ha l'avvolgimento di lavoro e d'avviamento in parallelo, ma l'avvolgimento d'avviamento in serie con un condensatore, che ha il compito di generare la seconda fase sfasata di 90°.

## Verso di rotazione

Collegamenti di un motore bifase per un senso di rotazione

Collegamenti di un motore bifase per il senso opposto di rotazione

Il verso di rotazione del motore viene determinato in modo diverso a seconda del tipo di motore:
- Motore monofase, questo motore non è autoavviante e non ha un senso di rotazione specifico, permettendo quindi all'operatore di decidere il verso di rotazione, facendo ruotare meccanicamente il motore finché non è in grado di rimanere in rotazione.
- Motore bifase, il motore bifase è autoavviante e a seconda del tipo di collegamento il motore ruota da un verso o dall'altro, per far ciò è sufficiente ruotare le piastrine di collegamento tra l'avvolgimento di lavoro e d'avviamento, in modo che i capi di uno dei due avvolgimenti vengano invertiti.

## Indotto/rotore
L'indotto in questo motore può essere di vario tipo:
- Gabbia di scoiattolo, a seconda del tipo d'accorgimenti adoperati, questi possono essere
  - Singola gabbia di scoiattolo
    - A Coppa

  - Doppia gabbia di scoiattolo
  - A barre profonde
- Rotore avvolto con collettore ad anelli coassiali
- A espansioni polari, utilizzato per il motore sincrono

## Motore misto
Il motore bifase una volta avviato può funzionare tranquillamente da motore monofase, questo è possibile grazie all'utilizzo di un interruttore centrifugo, che portato a una determinata velocità di rotazione diseccita l'avvolgimento d'avviamento del motore, riducendone i consumi elettrici.